# محمد بن موسى الخوارزمي
أبو عَبد الله مُحَمَّد بن مُوسَى الخَوارِزمي عالم رياضيات وفلك وجغرافيا مسلم.
يكنى بأبي جعفر. قيل أنه ولد حوالي 164هـ 781م وقيل أنه توفيَ بعد 232 هـ أي (بعد 847م).
يعتبر من أوائل علماء الرياضيات المسلمين حيث ساهمت أعماله بدور كبير في تقدم الرياضيات في عصره.
اتصل بالخليفة العباسي المأمون وعمل في بيت الحكمة في بغداد وكسب ثقة الخليفة إذ ولاه المأمون بيت الحكمة كما عهد إليه برسم خريطة للأرض عمل فيها أكثر من سبعين جغرافيا.
قبل وفاته في 850م/232هـ كان الخوارزمي قد ترك العديد من المؤلفات في علوم الرياضيات والفلك والجغرافيا ومن أهمها كتاب المختصر في حساب الجبر والمقابلة الذي يعد أهم كتبه.
تُرجم الكتاب إلى اللغة اللاتينية على يد العالم روبرت مِن تشستر حوالي عام 1145 م، دخلت على إثر ذلك كلمات جديدة مثل الجبر Algebra والصفر Zero إلى اللغات اللاتينية وترجمه بعد ذلك بقليل جيراردو الكريموني الساكن في طليطلة، متبوعا في ذلك بترجمة ثالثة قام بها الإيطالي غيوم دي لونا. استُعملت ترجمة روبرت مِن تشستر الكتاب الرئيسي في الرياضيات إلى حدود القرن السادس عشر في الجامعات الأوروبية.
ضمت مؤلفات الخوارزمي كتاب الجمع والتفريق في الحساب الهندي، وكتاب رسم الربع المعمور، وكتاب تقويم البلدان، وكتاب العمل بالأسطرلاب، وكتاب «صورة الأرض» الذي اعتمد فيه على كتاب المجسطي لبطليموس مع إضافات وشروح وتعليقات، وأعاد كتابة كتاب الفلك الهندي المعروف باسم «السند هند الكبير» الذي ترجم إلى اللغة العربية زمن الخليفة المنصور فأعاد الخوارزمي كتابته وأضاف إليه وسمي كتابه «السند هند الصغير».
وقد عرض في كتاب المختصر في حساب الجبر والمقابلة أول حل منهجي للمعادلات الخطية والمعادلات التربيعية مستعملا في ذلك الطريقة المعروفة باسم إكمال المربع.
ويعتبر مؤسس علم الجبر، (اللقب الذي يتقاسمه مع ديوفانتوس) في القرن الثاني عشر، ولقد قدمت ترجمات اللاتينية عن حسابه على الأرقام الهندية، النظام العشري إلى العالم الغربي. نقح الخوارزمي كتاب الجغرافيا لكلاوديوس بطليموس وكتب في علم الفلك والتنجيم.
كان لإسهاماته تأثير كبير في اللغة. «فالجبر»، هو أحد من اثنين من العمليات اللائي استخدمهن في حل المعادلات التربيعية. وفي اللغة الإنجليزية كلمة Algorism وalgorithm تنبعان من Algoritmi، الشكل اللاتيني لاسمه. واسمه هو أصل الكلمة في اللغة الإسبانية guarismo والبرتغالية algarismo وهما الاثنان بمعنى «رقم».

## حياته
انتقلت عائلته من مدينة خوارزم في إقليم خراسان الإسلامي (والتي تسمى ’’خيوا‘‘ في العصر الحالي، في جمهورية أوزبكستان) إلى بغداد. وقيل إن اصل العائلة من الخوارزمي المنسوبة إلى محلة الخوارزمية التي كانت تقع غربي محلة الكاظمية ببغداد ضمن منطقة زراعية تسمى قطربل. والمؤرخ الطبري يسمى الخوارزمي بنسب القطربلي. فمن يسكن محلة الخوارزمية يسمى الخوارزمي. وأنجز الخوارزمي معظم أبحاثه بين عامي 813م و833م في دار الحكمة في بغداد، التي أسسها الخليفة المأمون، حيث عينه المأمون على رأس خزانة كتبه، وعهد إليهِ بجمع الكتب اليونانية وترجمتها. وقد استفاد الخوارزمي من الكتب التي كانت متوفرة في خزانة المأمون فدرس الرياضيات والجغرافيا والفلك والتاريخ، إضافةً إلى إحاطته بالمعارف اليونانية والهندية.
نشر كل أعماله باللغة العربية، التي كانت لغة العلم في ذلك العصر. ويسميه الطبري في تاريخه: محمد بن موسى الخوارزمي القطربلّي، نسبة إلى قرية قُطْربُلّ من ضواحي بغداد. وبدأ الخوارزمي كتابه (الجبر والمقابلة) بالبسملة (بسم الله الرحمن الرحيم). وبالرغم من عدم إجماع المصادر التأريخية والموسوعات العلمية على هويته الا أن الموسوعة البريطانية (نسخة الطلاب الأطفال) وموسوعة مايكروسوفت إنكارتا وموسوعة جامعة كولومبيا تقول أنهُ عربي،  بينما تذكر مصادر أخرى أنه فارسي أو تركي. وفي الإصدار العام للموسوعة البريطانية ذكر أنه «عالم مسلم» من دون تحديد قوميته، وفي كتاب الفهرست لابن النديم سيرة ذاتية قصيرة للخوارزمي وثَبَتٌ بمؤلفاته. ولقد أنجز الخوارزمي معظم أعماله في الفترة ما بين عامي 813 و833. وبعد الفتح الإسلامي لبلاد فارس، أصبحت بغداد مركز الدراسات العلمية والتجارية، وأتى إليها العديد من التجار والعلماء من مناطق بعيدة مثل الصين والهند، كما فعل الخوارزمي. وكان يعمل في بغداد، وهو باحث في بيت الحكمة الذي أنشأه الخليفة المأمون، حيث درس العلوم والرياضيات، والتي تضمنت ترجمة المخطوطات اليونانية والسنسكريتية العلمية وغيرها.

## إسهاماته

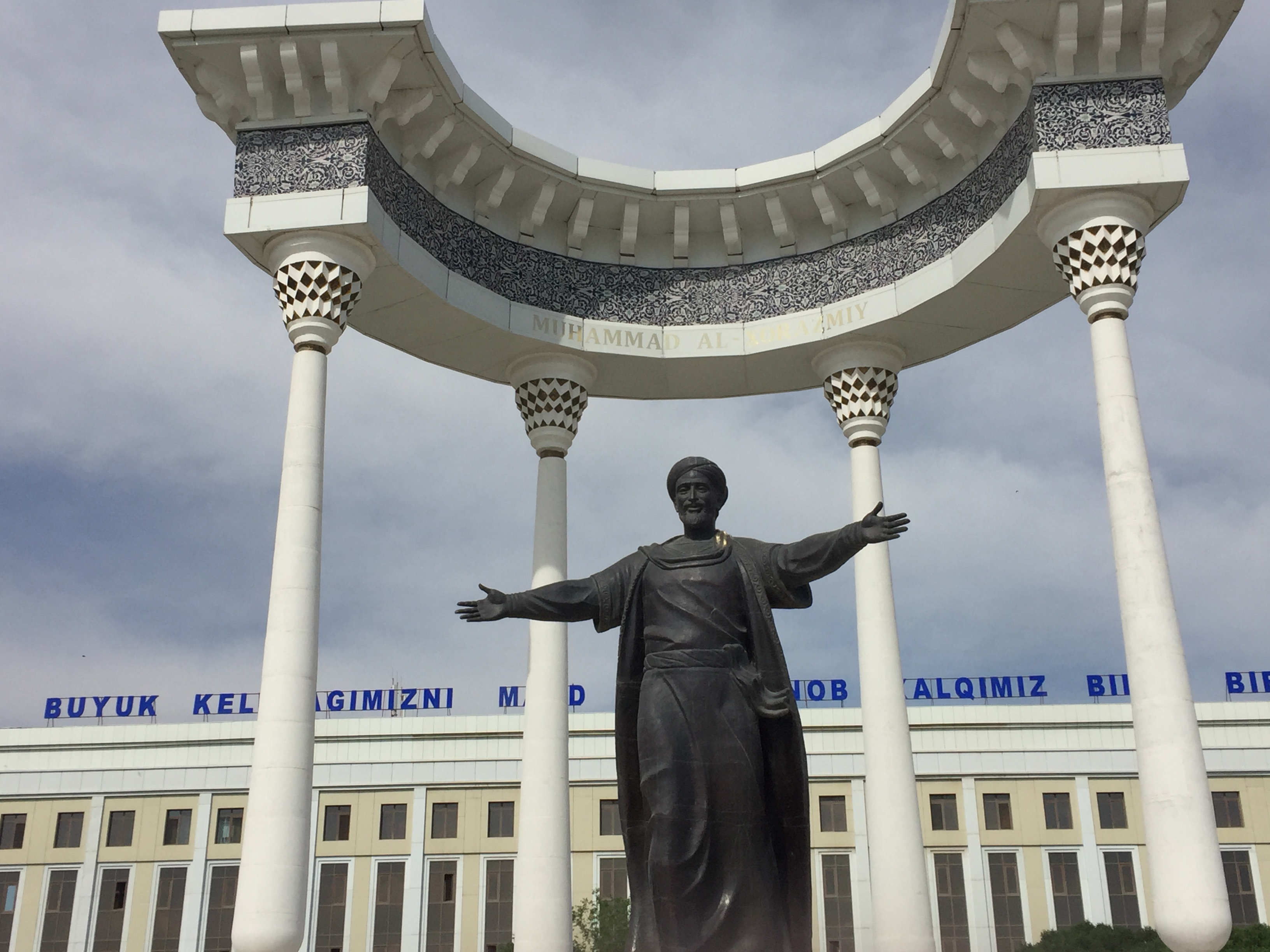
نصب للخوارزمي في جرجانية، أوزباكستان.

ساهم الخوارزمي في الرياضيات والجغرافيا وعلم الفلك وعلم الخرائط، وأرسى الأساس للابتكار في الجبر وعلم المثلثات. وأسلوبه المنهجي في حل المعادلات الخطية والمعادلات التربيعية أدى إلى الجبر، وهي كلمة مشتقة من عنوان كتابه حول هذا الموضوع، المختصر في حساب الجبر والمقابلة.
كتاب الجمع والتفريق بحساب الهند سنة 825م، حيث كان مسؤولا بشكل أساسي عن نشر نظام الترقيم الهندي في جميع أنحاء الشرق الأوسط وأوروبا.
وترجمت الكلمة (خوارزم) إلى اللغة اللاتينية "Algoritmi de numero Indorum". من لقبهِ الخوارزمي، حيث أتت الكلمة اللاتينية "Algoritmi" التي أدت إلى شيوع مصطلح «الخوارزمية».
ولقد نظم الخوارزمي وصحح بيانات بطليموس عن أفريقيا والشرق الأوسط. ومن كتبه الرئيسية كتاب «صورة الأرض»، الذي يقدم فيه إحداثيات الأماكن التي تستند على جغرافية بطليموس ولكن مع تحسن القيم للبحر الأبيض المتوسط وآسيا وأفريقيا. كما كتب أيضا عن الأجهزة الفلكية مثل الأسطرلاب، والمزولة.
وساعد في مشروع لتحديد محيط الأرض، وفي عمل خريطة للعالم في عهد الخليفة العباسي المأمون حيث طلب ذلك منه، وأشرف على 70 جغرافي.
في القرن الثاني عشر انتشرت أعماله في أوروبا، من خلال الترجمات اللاتينية، التي كان لها تأثير كبير على تقدم الرياضيات في أوروبا.

### الجبر

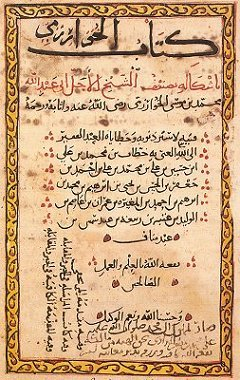
صفحة من كتاب المختصر في حساب الجبر والمقابلة

(الكتاب المختصر في حساب الجبر والمقابلة) هو كتاب رياضي كتب حوالي عام 830 م. ومصطلح الجبر مشتق من اسم إحدى العمليات الأساسية مع المعادلات التي وصفت في هذا الكتاب. ترجم الكتاب اللاتينية تحت اسم "Liber algebrae et almucabala" بواسطة روبرت تشستر (سيغوفيا، 1145)، وأيضا ترجمه جيرارد أوف كريمونا. تحفظ في أوكسفورد نسخة عربية فريدة ترجمت عام 1831 بواسطة إف روزين، كما تحفظ في كامبريج ترجمة لاتينية للكتاب.
ويعتبر الجبر هو النص التأسيسي للجبر الحديث. فهو قدم بيانا شاملا لحل المعادلات متعددة الحدود حتى الدرجة الثانية، ، وعرض طرق أساسية «للحد» و«التوازن» في إشارة إلى نقل المصطلحات المطروحة إلى الطرف الآخر من المعادلة، أي إلغاء المصطلحات المتماثلة على طرفي المعادلة.
المناقشة أعلاه يستخدم التدوين الرياضي الحديث لأنواع المشاكل التي يناقشها الكتاب. ومع ذلك، في يوم الخوارزمي، لم يتم اختراع معظم هذا الترميز بعد، لذلك كان عليه استخدام النص العادي لعرض المشاكل وحلولها. على سبيل المثال، يكتب لمشكلة واحدة، (من ترجمة 1831).
إذا قال أحدهم: «يمكنك تقسيم عشرة إلى قسمين: اضرب الجزء بمفرده، فسيكون مساويًا للآخر الذي تم التقاطه واحد وثمانين مرة.» الحوسبة: أنت تقول، عشرة أشياء أقل، مضروبة في حد ذاتها، هي مائة زائد مربع أقل من عشرين شيئًا، وهذا يساوي واحد وثمانين شيئًا. افصل بين عشرين شيئًا ومائة مربع، وأضفها إلى واحد وثمانين. سيكون بعد ذلك مائة زائد مربع، أي ما يعادل مائة وواحد جذور. نصف الجذر؛ الشق هو خمسون ونصف. اضرب هذا في حد ذاته، فهو ألفان وخمسمائة وخمسون وربع. مع طرح مائة من هذا. الباقي الفان واربع مئة وخمسون وربع. استخراج الجذر من هذا؛ إنه تسعة وأربعون ونصف. طرح هذا من جزء الجذور، وهو خمسون ونصف. لا يزال هناك واحد، وهذا واحد من الجزأين.
في طريقة التدوين الحديثة، يتم إعطاء هذه العملية، مع x «الشيء» أو «الجذر»، من خلال الخطوات،:{\displaystyle (10-x)^{2}=81x}
{\displaystyle 100+x^{2}-20x=81x}
{\displaystyle x^{2}+100=101x}
دع جذور المعادلة تكون x = p و x = q. ثم {\displaystyle {\tfrac {p+q}{2}}=50{\tfrac {1}{2}}}, {\displaystyle pq=100} و:{\displaystyle {\frac {p-q}{2}}={\sqrt {\left({\frac {p+q}{2}}\right)^{2}-pq}}={\sqrt {2550{\tfrac {1}{4}}-100}}=49{\tfrac {1}{2}}}
لذلك يتم إعطاء الجذر عن طريق:{\displaystyle x=50{\tfrac {1}{2}}-49{\tfrac {1}{2}}=1}
وفقًا لمؤرخ الرياضيات السويسري الأمريكي، فلوريان كاجوري، فإن جبر الخوارزمي كان مختلفًا عن عمل علماء الرياضيات الهنود، لأن الهنود لم يكن لديهم قواعد مثل «الترميم» و «التخفيض». فيما يتعلق باختلاف وأهمية عمل الخوارزمي الجبري عن عالم الرياضيات الهندي براهموغوبا، كتب كارل بنجامين بوير:
من غير المرجح أن يكون الخوارزمي على علم بعمل ديوفانتوس، لكن لابد أنه كان على دراية بالأجزاء الفلكية والحسابية على الأقل لبراهماغوبتا؛ ومع ذلك، لم يستخدم الخوارزمي أو غيرهم من علماء اللغة العربية في النطق أو الأعداد السالبة. ومع ذلك، فإن الجبر يقترب من الجبر الأولي اليوم من أعمال ديوفانتوس أو براهماغوبتا، لأن الكتاب لا يهتم بالمشاكل الصعبة في التحليل غير المحدد، ولكن مع عرض مستقيم إلى الأمام وابتدائي لحل المعادلات، خاصة أن من الدرجة الثانية. أحب العرب عمومًا حجة واضحة جيدة من الفرضية إلى النهاية، وكذلك التنظيم المنهجي - الاحترام الذي لم يبرع فيه ديوفانتوس ولا الهندوس.

#### طريقتهُ في حل المعادلة الخطية
طريقة الخوارزمي في حل المعادلات التربيعية الخطية عملت في البداية بخفض لمعادلة لواحدة من ست نماذج قياسية (حيث b وc أرقام صحيحة موجبة):
- ترابيع تساوي الجذور (ax2 = bx)
- ترابيع تساوي عدد (ax2 = c)
- جذور تساوي عدد (bx = c)
- ترابيع وجذور تساوي عدد (ax2 + bx = c)
- ترابيع وعدد تساوي جذور (ax2 + c = bx)
- جذور ورقم تساوي ترابيع (bx + c = ax2)

وبقسمة معامل التربيع باستخدام عمليتين هما الجبر والمقابلة، الجبر هي عملية إزالة الوحدات والجذور والتربيعات السلبية من المعادلة، وذلك بإضافة نفس الكمية إلى كل جانب. فعلى سبيل المثال، x2 = 40x − 4x2 تخفض إلى 5x2 = 40x، والمقابلة هي عملية جلب كميات من نفس النوع لنفس الجانب من المعادلة. فعلى سبيل المثال، x2 + 14 = x + 5 تخفض إلى x2 + 9 = x.
نشر عدة مؤلفين أيضا كتبا ونصوصا تحت اسم كتاب الجبر والمقابلة منهم أبو حنيفة الدينوري وأبو كامل شجاع بن اسلم وعبد الحميد بن ترك وسند بن علي وسهل بن بشر وشرف الدين الطوسي.
وكتب جي جي أوكونر وإي إث روبرتسون في موقع أرشيف ماكتوتر لتاريخ الرياضيات:

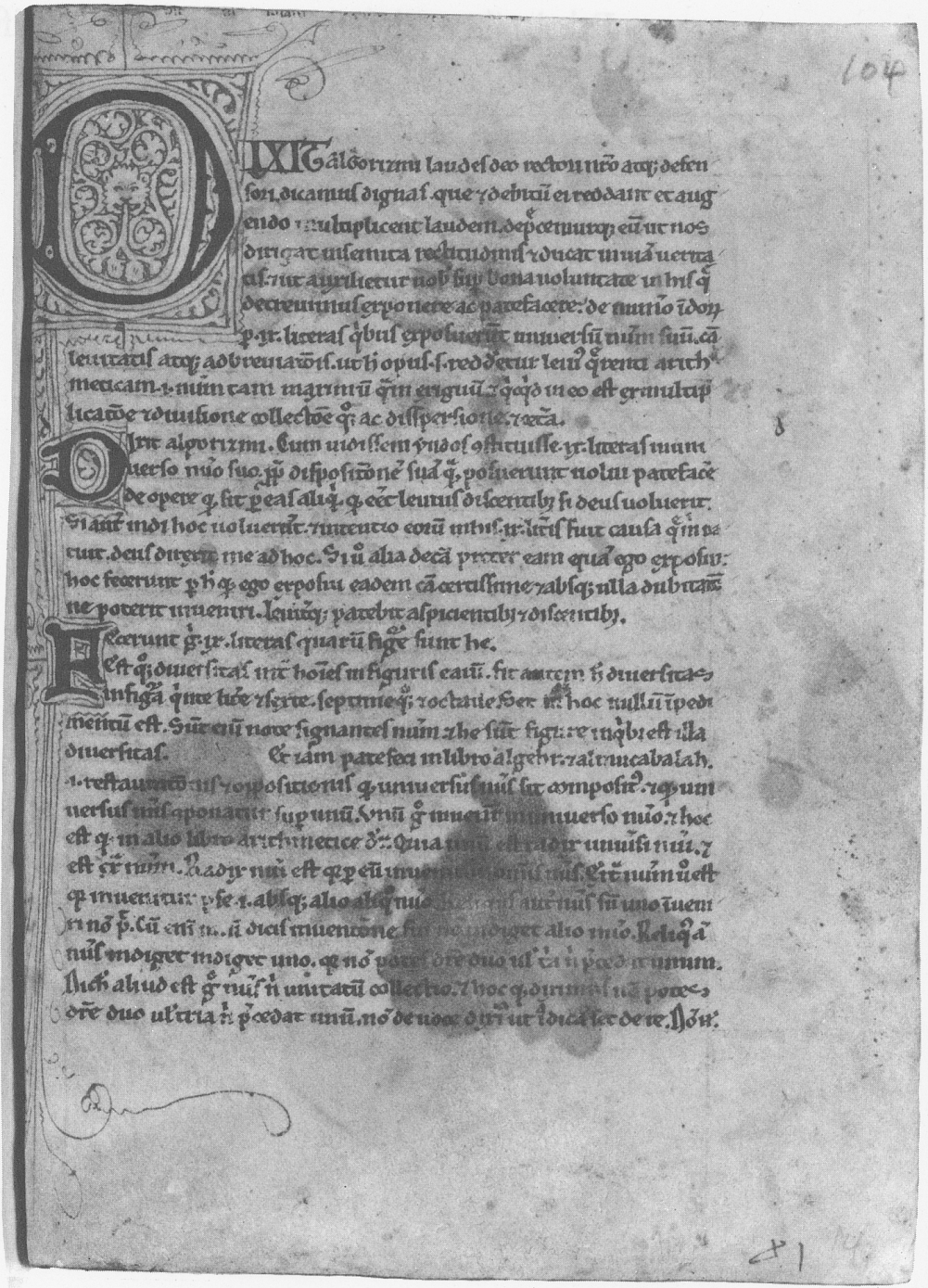
صفحة من الترجمة اللاتينية، والتي تبدأ بـ"algorizmi dixit" (تعنی "قال الخوارزمي")

وكتب أر راشد وأنجيلا ارمسترونج:

### علم الحساب
الإنجاز الثاني للخوارزمي كان في علم الحساب، وقد وصلتنا ترجمته اللاتينية، في حين ضاعت نسخته العربية الأصلية. ترجمه على الأرجح في القرن الثاني عشر أديلار الباثي، الذي ترجم أيضا الجداول الفلكية في 1126.
كانت المخطوطات اللاتينية بلا عنوان، ولكن يشار إليها بأول كلمتين تبدا بها: Dixit algorizmi أو (هكذا قال الخوارزمي)، أو Algoritmi de numero Indorum (الفن الهندي في الحساب للخوازرمي)"، وهو الاسم الذي أطلقه بالداساري بونكومباني على العمل في 1857. العنوان الأصلي العربية ربما كان [46]  [بحاجة لرقم الصفحة] "كتاب الجمع والطرح ووفقا للحساب الهندي" 
يعود الفضل إلى عمل الخوارزمي الحسابي في إدخال الأرقام العربية على أساس نظام الترقيم الهندي العربي المطور في الرياضيات الهندية الذي يحتوي على النظام العشري، إلى العالم الغربي.
مصطلح «الخوارزمية» مستمد من ألجورسم، أسلوب الحساب بالأرقام الهندية والعربية الذي وضعه الخوارزمي. كلا من كلمتي «خوارزمية» و«ألجوريسم» مستمدين من الأشكال اللاتينية لاسم الخوارزمي Algoritmi وAlgorismi على التوالي.
ولقد قام بمعالجة موضوعات الجبر مستقلة عن نظرية الاعداد وموضوعات الحساب أيضا.
وهو أول من ادخل الصفر إلى الاعداد لتكون الاعداد الطبيعية، حيث كان نظام العد يعتمد على اسلوب قديم بلا صفر وبادخاله نظام الصفر تحول الحساب إلى النظام العشري المعروف في الجمع والطرح حيث استخدم فيما بعد باوروبا ومختلف انحاء العالم عن طريق ترجمة مخطوطاته إلى اللاتينية.
نجا أربعة نصوص لاتينية توفر تعديلات لأساليب الخوارزمي، على الرغم من أنه لا يُعتقد أن أيًا منها كان ترجمة حرفية: 
- Dixit Algorizmi (نشر تحت عنوان Algoritmi de Numero Indorum في عام 1857) [29])[30]
- Liber Alchoarismi de Practica Arismetice
- Liber Ysagogarum Alchorismi
- Liber Pulveris

### علم المثلثات

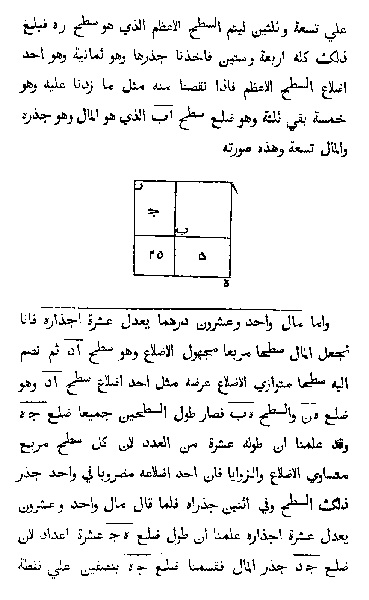
صفحة من كتاب الجبر لمحمد بن موسى الخوارزمي من تأليف فريدريك روزين 1831.

احتوى كتاب الزيج السندهند للخوارزمي أيضًا على جداول للدوال المثلثية الجيب وجيب التمام.  وهناك أطروحة ذات صلة عن حساب المثلثات الكروية تُنسب إليه أيضًا.
أنتج الخوارزمي لائحات تحويل قيم دقيقة لدالتي الجيب والجيب التمام، كما أنتج لائحة لقيم دالة الظل تُعتبر الأولى من نوعها.

### التقويم اليهودي
كتب الخوارزمي العديد من الأعمال الأخرى بما في ذلك أطروحة عن التقويم العبري، بعنوان رسالة في استخراج تأريخ اليهود («استخراج العصر اليهودي»). ويصف الدورة الميتونية، التي تمتد ل19 عاما، وقواعد تحديد أي يوم من الأسبوع سيكون اليوم الأول لشهر تِشريه؛ بحساب الفترة الفاصلة بين يوم العالم والعصر السلوقي، ويعطي قواعد تحديد خط الطول المتوسط من الشمس والقمر باستخدام التقويم العبري. ووجدت مواد مشابهة في أعمال البيروني وابن ميمون.

### علم الفلك

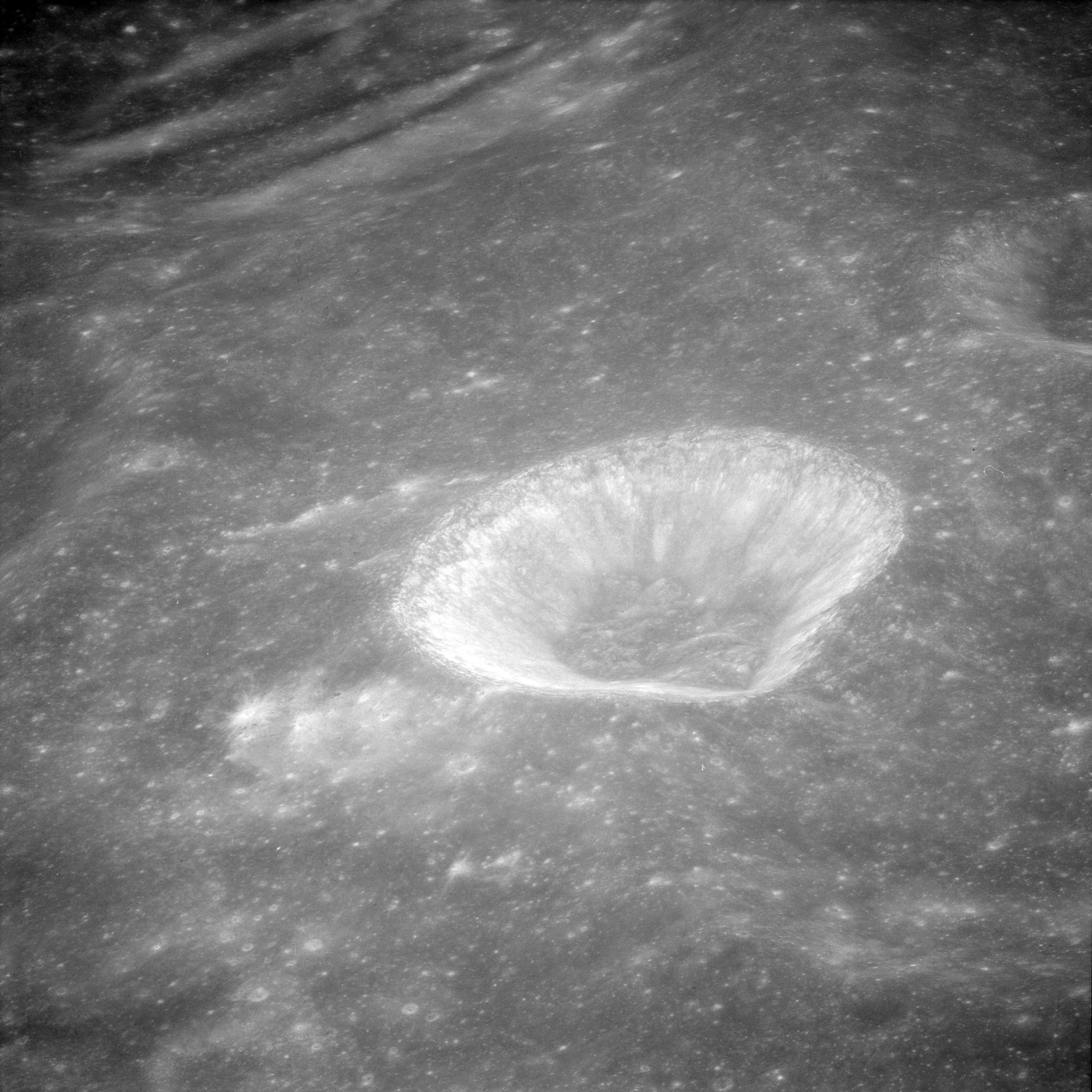
صورة بواسطة المركبة أبولو ١١ للفوهه القمرية المسمات «الخوارزمي».

زيج السند هند هو عمل يتألف من حوالي 37 فصل حول حسابات الفلكية وحسابات التقويم و116 جدول متعلق بالتقويم، والبيانات الفلكية والتنجيمية، وكذلك جدول لقيم جيب الزاوية. وهذا هو أول زيج من العديد من الزيجات العربية التي تستند على الأساليب الفلكية الهندية المعروفة باسم السند هند.  أحتوى العمل على جداول لحركات الشمس، والقمر وخمسة كواكب معروفة في ذلك الوقت. ومثل هذا العمل نقطة تحول في علم الفلك الإسلامي. حتى الآن، أعتمد علماء الفلك المسلمين على منهج بحث أولي، وهو ترجمة أعمال الآخرين، وتعلم المعرفة المكتشفة بالفعل. ومثل عمل الخوارزمي بداية طريقة غير تقليدية في الدراسة والحسابات.

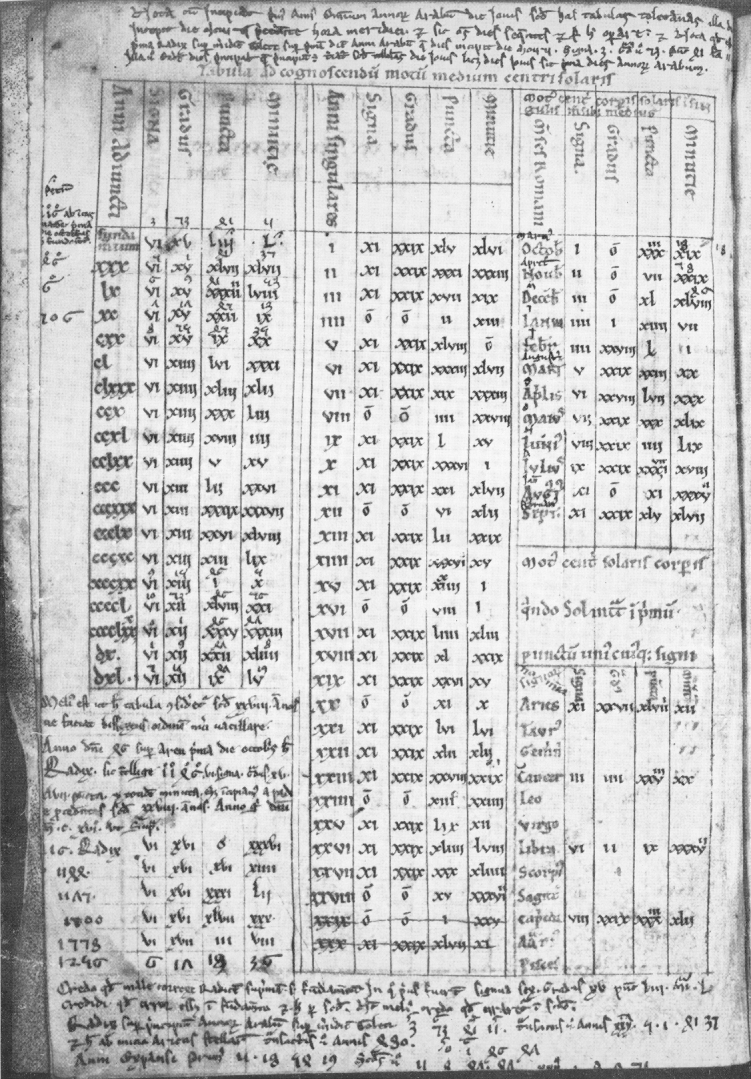
ماجستير في كلية كوربوس كريستي 283

فقدت النسخة العربية الأصلية (كتبت 820)، ولكن أنقذ الفلكي الأندلسي مسلمة بن أحمد المجريطي (c. 1000) الترجمة اللاتينية، التي كتبها إدلارد أوف باث (26 يناير 1126).[بحاجة لرقم الصفحة] الأربع مخطوطات الناجية من الترجمة اللاتينية محفوظة في المكتبة العامة (في شارتر)، ومكتبة مازارين (في باريس)، بمكتبة ناسيونال (في مدريد) ومكتبة بودليايان (في أوكسفورد).
قام الخوارزمي بعدة تحسينات هامة لنظرية وبناء المزولات، التي ورثها من الحضارة الهندية والإغريقية. وعمل جداول لهذه الآلات التي اختصرت الوقت اللازم لإجراء حسابات معينة. كانت مزولته عالمية، وكان يمكن ملاحظتها من أي مكان على الأرض. ومنذ ذلك الحين، وضعت المزولات في كثير من الأحيان في المساجد لتحديد وقت الصلاة. مربع الظل، هي أداة اخترعها أيضا الخوارزمي في القرن التاسع في بغداد وأستخدمت لتحديد الارتفاع الخطي لجسم، بالاشتراك مع العضادة لملاحظات الزاوي.
أخترع الخوارزمي أيضا أول أداة ربعية وأداة قياس الأرتفاع في بغداد في القرن التاسع الميلادي.، اخترع الخوارزمي، أيضا أداة الربع المجيب الذي كانت تستخدم للحسابات الفلكية. وأخترع أيضا أول الربع الحراري لتحديد دائرة عرض، في بغداد، ثم مركز تطوير الربعيات. وكان يستخدم لتحديد الوقت (وخاصة أوقات الصلاة) من خلال مراقبة الشمس أو النجوم. كانت أداة الربعية أداة عالمية، وهي أداة رياضية مبتكرة اخترعها الخوارزمي في القرن التاسع وعرفت فيما بعد باسم (الربعية القديمة) في أوروبا في القرن الثالث عشر. ويمكن استخدامها في أي دائرة عرض على الأرض وفي أي وقت من السنة لتحديد الوقت في بالساعة من الارتفاع من الشمس. وكان هذا ثاني أكثر أداة الفلكية تستخدم على نطاق واسع خلال القرون الوسطى بعد الأسطرلاب. وأحد استخداماتها الرئيسية في العالم الإسلامي هو تحديد أوقات الصلاة.

### الجغرافيا

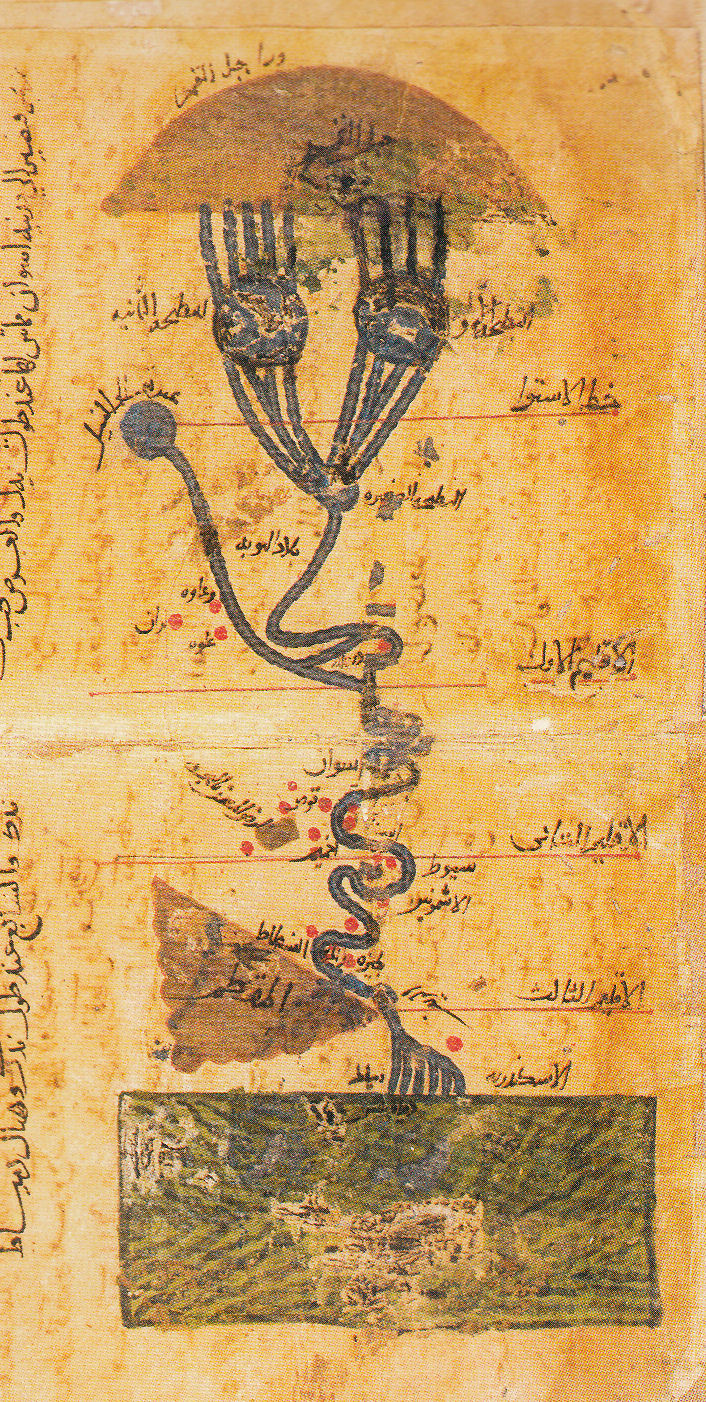
تمثيل مجرى النيل ؛ الجنوب في الأعلى، في الأعلى هو منبع النهر، في ألاسفل الدلتا والبحر الأبيض المتوسط، تتوافق الخطوط الأفقية المتوازية مع «مناخات» ذلك الوقت، أي من الأعلى إلى الأسفل، خطوط عرض الإكوادور ، مروي ، أسوان ، والإسكندرية.

ثالث عمل رئيسي للخوارزمي هو كتاب صورة الأرض. انتهى من كتابته عام 833 م. هذا الكتاب هو نسخة منقحة وكاملة من كتاب الجغرافيا لكلوديوس بطليموس.
يتألف هذا العمل من قائمة من 2402 إحداث لمدن وغيرها من المعالم الجغرافية تلت المقدمةَ العامةَ.
ليس هناك سوى نسخة واحدة موجودة من كتاب صورة الأرض، محفوظة في مكتبة جامعة ستراسبورغ. والترجمة اللاتينية محفوظة في المكتبة الوطنية لإسبانيا في مدريد. العنوان الكامل للكتاب هو كتاب صورة الأرض من المدن والجبال والبحار والجزائر والأنهار، استخرجه أبو جعفر محمد بن موسى الخوارزمى من كتاب جغرافيا الذي ألفه بطليموس القلوذى وقد اعتنى بنسخه وتصحيحه هانس فون مژيك.

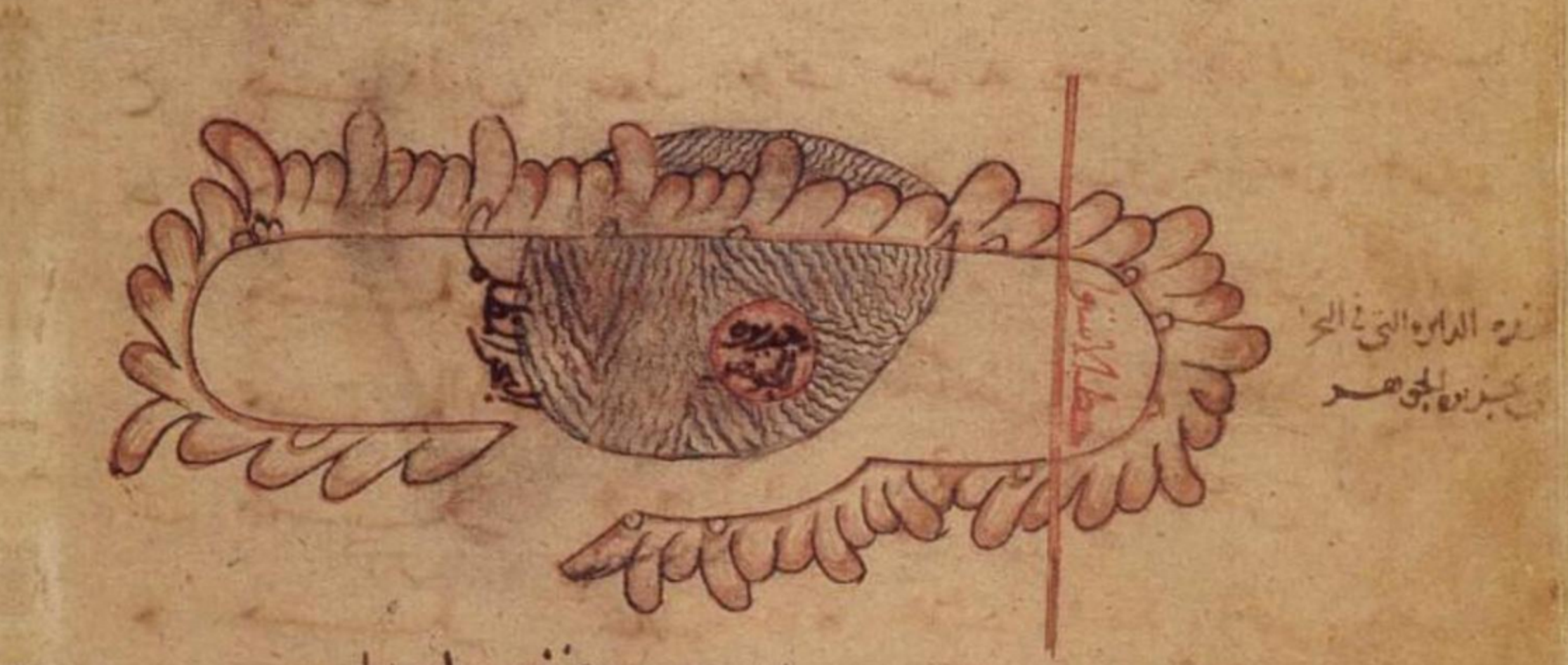
"جزيرة الجوهرة" الخيالية من كتاب صور الارض للخوارزمي.

يفتح الكتاب مع قائمة بخطوط الطول ودوائر العرض، وذلك من أجل «مناطق الطقس»، أي في مناطق خطوط العرض، في كل منطقة جوية، بترتيب خطوط الطول. كما يشير بول جاليز، هذا النظام الممتاز يتيح لنا أن نستنتج الكثير من خطوط العرض وخطوط الطول، حيث ان الوثيقة الوحيدة التي بحوزتنا بحالة سيئة جعلتها عمليا غير مقروءة.
لا تشمل النسخة العربية ولا نسخة الترجمة اللاتينية خريطة العالم نفسها، ولكن تمكن هوبرت دانشت من إعادة بناء الخريطة المفقودة من قائمة الإحداثيات. قرأ دانشت خطوط العرض وخطوط الطول الساحلية من النقاط الواردة في المخطوطة، أو يتوصل إليها من حيث السياق ليست مقروءة. انه نقل النقاط على ورقة الرسم البياني ولها علاقة مع الخطوط المستقيمة، والحصول على تقريب الساحل كما كان على الخريطة الأصلية. ثم فعل الشيء نفسه بالنسبة للأنهار والمدن.[بحاجة لرقم الصفحة]

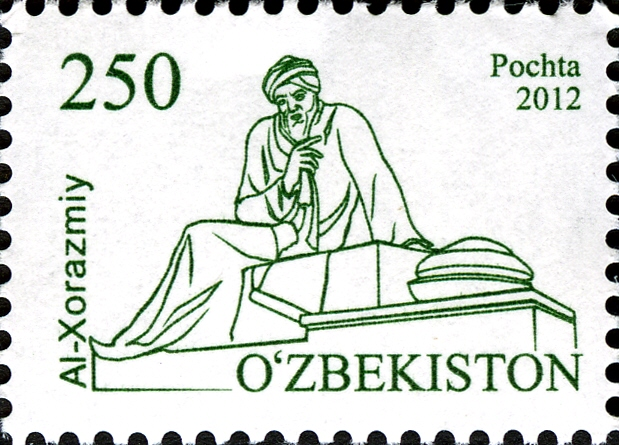
طابع بريدي أوزبكي من عام 2012 يصور الخوارزمي

صحح الخوارزمي بطليموس إجمالي المبالغة لمدة من البحر الأبيض المتوسط  (من جزر الكناري إلى السواحل الشرقية من البحر الأبيض المتوسط)؛ بطليموس المبالغة في 63 درجة من خط الطول، في حين أن الخوارزمي تقريبا صحيح انه لا يقل عن حوالي 50 درجة من خط الطول. انه «كما وصف المحيط الأطلسي والمحيط الهندي كأجسام مفتوحة من الماء، وليس بحار مقفلة بالساحل كما فعلت بطليموس». وبالتالي حدد الخوارزمي خط الطول الرئيسي للعالم القديم على الشاطئ الشرقي من البحر الأبيض المتوسط، 10-13 درجة إلى شرق الإسكندرية (خط الطول الرئيسي السابق حدده كلاوديوس بطليموس) و70 درجة إلى غرب بغداد. وواصل معظم الجغرافيين المسلمين في العصور الوسطى استخدام خط الطول الرئيسي للخوارزمي.

### مؤلفات أخرى

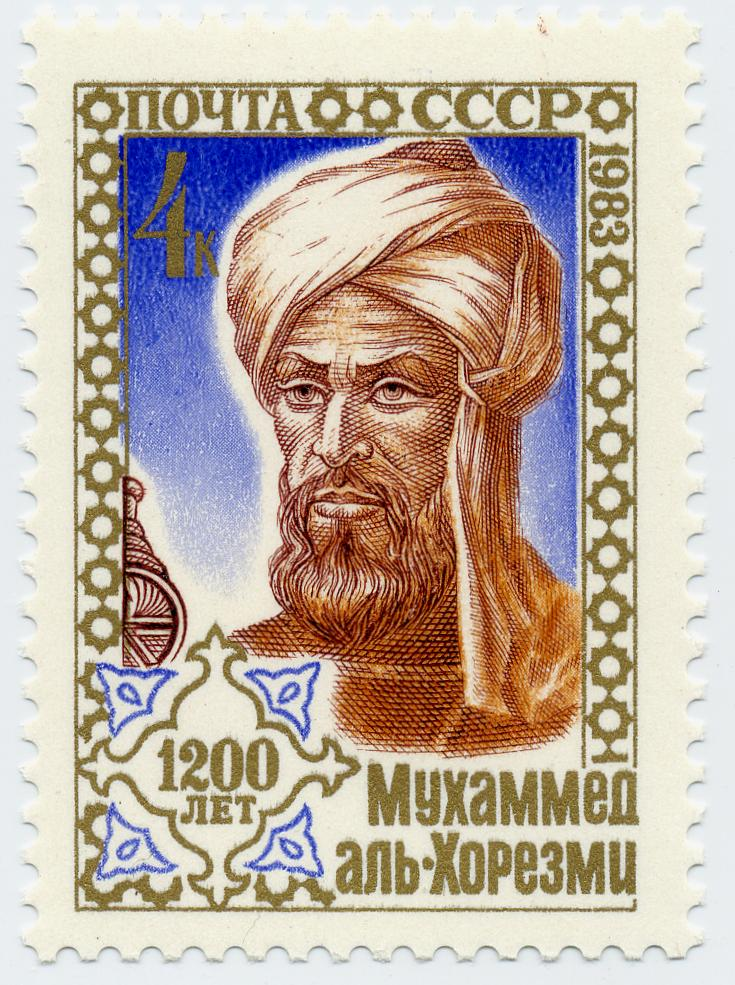
طابع بريدي أصدره الاتحاد السوفييتي عام 1983م في الذكرى 1200 لميلاد الخوارزمي.

العديد من المخطوطات العربية في برلين وإسطنبول وطشقند والقاهرة وباريس تحتوى على المواد أكيدة أو محتمله للخوارزمي. تتضمن مخطوطة إسطنبول ورقة عن الساعات الشمسية، التي ورد ذكرها في كتاب الفهرس. أوراق أخرى، مثل واحدة عن تحديد اتجاه مكة المكرمة، عن علم الفلك الكروي.
تناول نصين اهتماما بحساب مسافة عرض الصباح وهم (معرفة ساعة المشرق في كل بلد)، و(معرفة السمت من قبل الارتفاعʿ).، كما ألف أيضا كتابين عن بناء واستخدام الأسطرلاب. ذكرهم ابن النديم في كتابه (فهرس الكتب العربية) وهم (كتاب المزولات) و (كتاب التاريخ)، ولكن الكتابين فقدوا.
تشكل الرياضيات لدينا يمكن أن يعود إلى الخوارزمي. فكتابه «حساب الجبر والمقابلة»، غطي المعادلات الخطية والتربيعية، حل الخلل في التوازن التجاري والميراث والمسائل والمشكلات الناجمة عن مسح وتخصيص الأراضي. بصورة عابرة، كما أدخل استخدام النظام العددي الذي نستخدمه حاليا، والتي حل محل النظام الروماني القديم.
أيضا مفاتيح العلوم هي من مؤلفاته.